# Мастер парашютного спорта СССР
«Мастер парашютного спорта СССР» — звание, которое присваивал ОСОАВИАХИМ — ДОСААФ за достижения в парашютизме.
Звание было установлено 19 августа 1934 года совместным постановлением ЦК ВЛКСМ и Центрального совета ОСОАВИАХИМа для присвоения «за экспериментальную работу, за овладение парашютной техникой, за активность и инициативу в этом новом деле». Позднее были установлены нормативы, которые неоднократно менялись. Так, согласно положению, утверждённому в 1940 году, звание присваивалось парашютистам, совершившим не менее 100 прыжков, в том числе несколько высотных и с задержкой раскрытия парашюта, при условии выполнения нормативов комплекса «Готов к труду и обороне» и «Ворошиловского стрелка II ступени»; кроме того звание могло быть присвоено «за рекордные достижения или изобретения в области парашютной техники».
Нагрудные знаки к званию были утверждены 4 сентября 1934 года. Знаки различались в зависимости от количества выполненных прыжков (200 прыжков, 300 прыжков, 500 прыжков, 600 прыжков, 700 прыжков, 800 прыжков).
Постановление ЦС ОСОАВИАХИМа СССР о присвоении звания «Мастер парашютного спорта СССР» первым 14-и парашютистам было оглашено на торжественном заседании во время первого слёта парашютистов Москвы 10 августа 1934 года в Тушине. Удостоверение №1 получил один из пионеров парашютизма в СССР Л. Г. Минов; среди других удостоенных звания были и его ученики. Список:
| №  | Парашютист                       | Формулировка при присвоении |
| -- | -------------------------------- | --- |
| 1  | Минов, Леонид Григорьевич        | «первому организатору парашютизма СССР, в совершенстве овладевшему техникой прыжка, занявшему третье место на соревнованиях парашютистов в США в 1930 году» |
| 2  | Мошковский, Яков Давидович       | «совершившему 101 прыжок, первому положившему начало массовому развитию парашютного спорта, начальнику высшей парашютной школы Осоавиахима»                 |
| 3  | Забелин, Михаил Георгиевич       | «совершившему 112 прыжков и выполнившему рекордные высотные прыжки без кислородного прибора»                                                                |
| 4  | Кайтанов, Константин Фёдорович   | «совершившему 113 прыжков, в 1933 году поставившему мировой рекорд затяжного прыжка»                                                                        |
| 5  | Петров, Борис Николаевич         | «насчитывающему 106 прыжков, первому выполнившему прыжок с парашютом во время штопора»                                                                      |
| 6  | Евдокимов, Николай Александрович | «поставившему 2 мировых рекорда по затяжным прыжкам» |
| 7  | Камнева, Нина Алексеевна         | «установившей на днях мировой рекорд затяжного прыжка для женщин»                                                                                           |
| 8  | Евсеев, Виктор Николаевич        | «выполнившему 36 экспериментальных прыжков, имеющему один мировой рекорд по затяжным прыжкам»                                                               |
| 9  | Балашов, Пётр Павлович           | «совершившему свыше 80 прыжков, установившему мировой рекорд по прыжкам с малых высот — 80—120 метров»                                                      |
| 10 | Полежай, Николай Афанасьевич     | «парашютисту Дальнего Востока, имеющему 100 прыжков» |
| 11 | Остряков, Николай Алексеевич     | «старым парашютистам, выполнившим серию труднейших экспериментальных прыжков с самолёта в различных положениях»                                             |
| 12 | Фотеев, Аркадий Михайлович       | «старым парашютистам, выполнившим серию труднейших экспериментальных прыжков с самолёта в различных положениях»                                             |
| 13 | Афанасьев, Сергей Николаевич     | «старым парашютистам, выполнившим серию труднейших экспериментальных прыжков с самолёта в различных положениях»                                             |
| 14 | Лукин, Александр Михайлович      | «старым парашютистам, выполнившим серию труднейших экспериментальных прыжков с самолёта в различных положениях»                                             |

Вскоре за первой группой звание было присвоено В. А. Александрову, П. И. Гроховскому, В. Д. Козуле, В. И. Харахонову, Г. А. Шмидту и К. Н. Холобаеву. Это были наши первые мастера парашютного спорта.
К 1945 году звание получили 297 человек (в том числе во время Великой Отечественной войны — 134 человека). Всего мастерами парашютного спорта СССР стали несколько тысяч человек (к 1984 году — более 3500 человек).